# Debbie Brill
Debbie Brill (Canadá, 10 de marzo de 1953) es una atleta canadiense retirada especializada en la prueba de salto de altura, en la que consiguió ser medallista de bronce mundial en pista cubierta en 1985.

## Carrera deportiva
Fue la primera persona en el mundo, de la que se tenga noticia, en saltar de espaldas en la especialidad de salto de altura. En los Juegos Mundiales en Pista Cubierta de 1985 ganó la medalla de bronce en el salto de altura, con un salto por encima de 1.90 metros, tras la búlgara Stefka Kostadinova (oro con 1.97 metros) y la sueca Susanne Lorentzon (plata con 1.94 metros).